# Krywbas Krywyj Rih
Der FK Krywbas Krywyj Rih (ukrainisch ФК «Кривбас» Кривий Ріг, russisch ФК «Кривбасс» Кривой Рог/Kriwbass Kriwoi Rog) ist ein ukrainischer Fußballverein aus der südukrainischen Stadt Krywyj Rih.

## Geschichte
Gegründet wurde der Verein 1959 unter dem Namen FK Krywyj Rih (russisch FK Kriwoi Rog), erst 1966 erhielt der Klub seinen heutigen Namen, in Anlehnung an das Eisenerzbecken Krywbass. Im Jahre 1992, nach dem Zerfall der Sowjetunion und der damit verbundenen Unabhängigkeit der Ukraine, wurde Krywbas Krywyj Rih in die zweite ukrainische Liga eingeordnet. Durch die Meisterschaft in der zweiten Liga stieg der Verein 1992 in die Wyschtscha Liha auf und ist seitdem nicht wieder abgestiegen. Die bis dato besten Platzierungen waren zwei dritte Plätze in den Spielzeiten 1998/99 und 1999/00. Nach der Spielzeit 2012/13 zog sich der Verein wegen finanziellen Schwierigkeiten aus der Premjer-Liha zurück. 2016 startete der Verein dann wieder neu in der vierten Liga und stieg sofort in die Druha Liha auf. In der wegen des russischen Überfalls auf die Ukraine abgebrochenen Saison 2021/22 stand man als Aufsteiger auf dem zweiten Platz der Perscha Liha und stieg nach Bekanntgabe der Ausführung der Saison 2022/23 wieder in die Erstklassigkeit auf. Nach einem sensationellen dritten Platz in der Saison 2023/24 gelang die erstmalige Teilnahme an einem europäischen Wettbewerb. In der Qualifikation zur UEFA Europa League verlor man jedoch beide Spiele gegen Viktoria Pilsen mit 1:2 und 0:1, in weiterer misslang auch die Qualifikation zur UEFA Conference League, nachdem beide Spiele gegen Real Betis mit 0:2 und 0:3 verloren gingen. Beide Heimspiele mussten dabei aufgrund des Krieges zwischen Russland und der Ukraine in der slowakischen Stadt Košice ausgetragen werden.

## Erfolge
- Ukrainischer Zweitligameister: 1992
- Ukrainischer Pokalfinalist: 2000

## Trainer
- Jurij Maximow (2010–2012)
- Jurij Wernidub (seit 2022)

## Spieler
- Alexej Kurilenko (1992–1995)
- Alexandru Popovici (2004–2006)
- Rifet Kapic (2022–2023)

## Europapokalbilanz
| Saison    | Wettbewerb             | Runde                  | Gegner            | Gesamt | Hin     | Rück    |
| --------- | ---------------------- | ---------------------- | ----------------- | ------ | ------- | ------- |
| 1999/2000 | UEFA-Pokal             | Qualifikation          | Shamkir           | 5:0    | 3:0 (H) | 2:0 (A) |
| 1999/2000 | UEFA-Pokal             | 1. Runde               | Parma Calcio 1913 | 2:6    | 0:3 (H) | 2:3 (A) |
| 2000/01   | UEFA-Pokal             | 1. Runde               | FC Nantes         | 0:6    | 0:1 (H) | 0:5 (A) |
| 2024/25   | UEFA Europa League     | 3. Qualifikationsrunde | Viktoria Pilsen   | 1:3    | 1:2 (H) | 0:1 (A) |
| 2024/25   | UEFA Conference League | Play-offs              | Real Betis        | 0:5    | 0:2 (H) | 0:3 (A) |

Gesamtbilanz: 10 Spiele, 2 Siege, 8 Niederlagen, 8:20 Tore (Tordifferenz −12)